# 남예종예술실용전문학교
남예종예술실용전문학교는 2013년에 문화예술분야에서 전문 인력을 양성하기 위해 설립된 대한민국의 직업전문학교로 서울특별시 동대문구에 위치하고 있다.

## 연혁
- 2013년 남예종예술실용전문학교 설립

## 교육편제
다음은 2019년 기준 남예종예술실용전문학교의 교육 과정 일람이다.
| 실용음악     | 실용무용              | 연기예술 | 음악                    |
| ------------ | --------------------- | -------- | ----------------------- |
| - 실용음악과 | - 실용무용과 - 무용과 | - 연극과 | - 클래식과 - 한국음악과 |